# معركة الفلوجة الثالثة
معركة الفلوجة أو عمليات 15 شعبان أو كما تسميها الحكومة العراقية عملية كسر الإرهاب هي عملية عسكرية ضد تنظيم الدولة الإسلامية (داعش) في محاولة لإخراجه من الفلوجة. بدأت في 22 مايو 2016، ثلاثة أشهر بعد أن بدأت الحكومة الحصار النهائي للفلوجة، وفي 26 يونيو 2016م، إستعادت القوات العراقية السيطرة على الفلوجة بالكامل.

## خلفية
الفلوجة، مدينة عراقية مهمة تقع غرب العاصمة العراقية بغداد وتبعد عنها 35 كم2 سيطر عليها تنظيم الدولة الإسلامية (داعش) في منتصف عام 2014، وكانت أول مدينة سيطر عليها التنظيم، وفي يوم 22 مايو 2016 أطلقت الحكومة العراقية عملية عسكرية واسعة لتحرير مدينة الفلوجة والمناطق المحيطة بها.

## المعركة

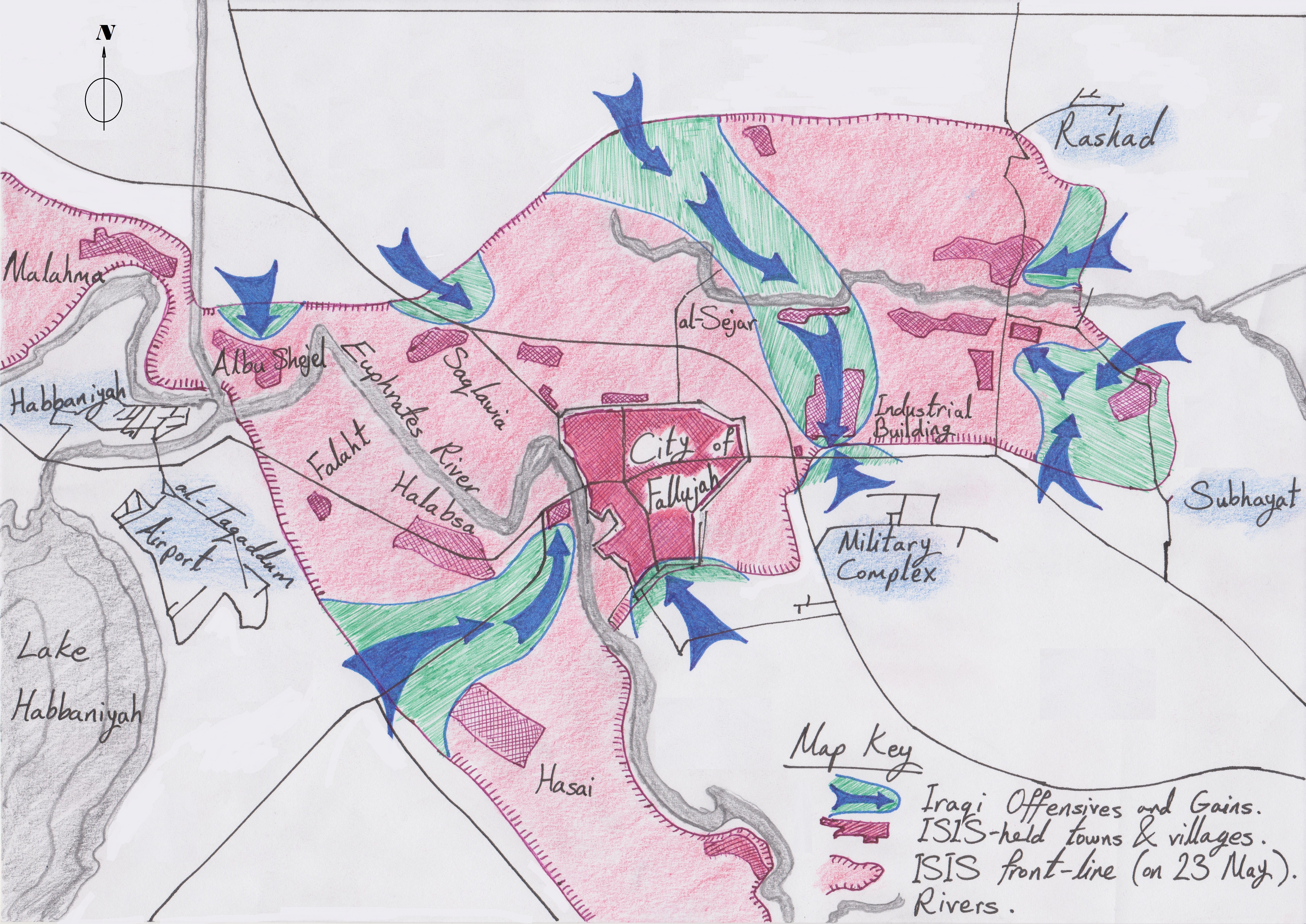
محاور العمليات

### إعلان بداية المعركة

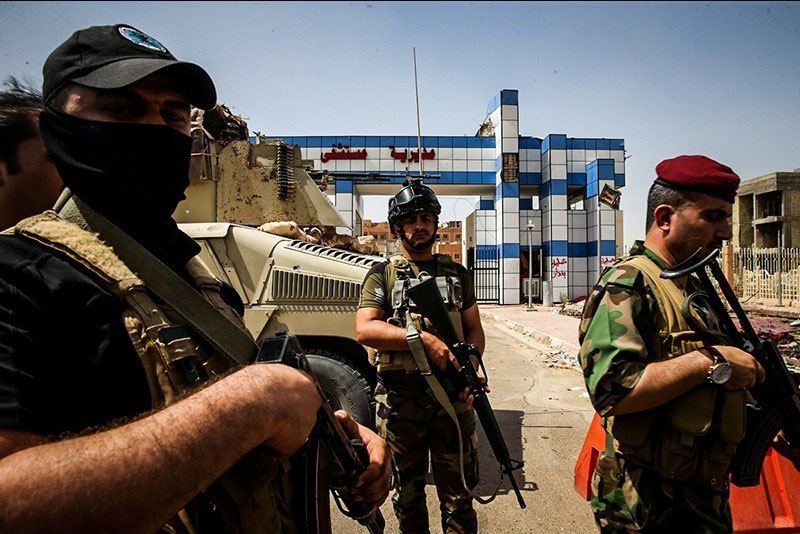
القوات العراقية الخاصة في مدينة الفلوجة بعد تحريرها، 28 يونيو 2016

يوم الأحد 22 مايو 2016 رئيس الوزراء حيدر العبادي أعلن عبر التلفزيون الرسمي العراقي، عن بدء العمليات العسكرية تحت اسم «كسر الإرهاب» بمشاركة الحشد الشعبي.
وجاء هذا الإعلان بعد أيام قلائل من تصريح لقائد الحشد الشعبي، هادي العامري، بأن «المعركة المقبلة ستكون في الفلوجة وليس الموصل».

### أنطلاق المعركة

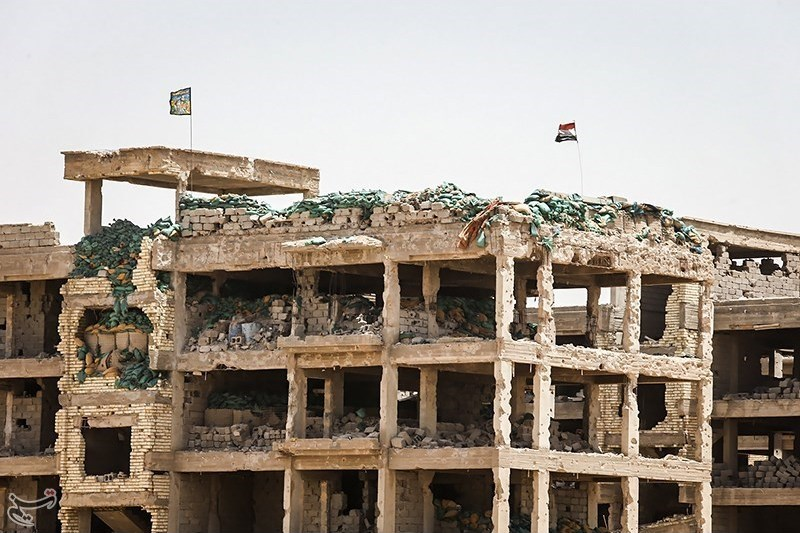

أنطلقت المعركة من عدة محاور حيث شنت القوات العراقية المشتركة مدعومة بقوات الحشد الشعبي والحشد العشائري هجومها الأول على مدينة الكرمة الواقعة شرق المدينة وبعد معارك عنيفة أستمرت لأيام استعادة القوات العراقية السيطرة الكاملة على الناحية يوم 26 مايو، وفي محور آخر انطلقت معركة أخرى نحو ناحية الصقلاوية لتحريرها فأعلن عن تحريرها يوم 30 مايو بالكامل من سيطرة التنظيم، أما المحور الجنوبي فكان بقيادة الفصيل المسلح كتائب حزب الله حيث أستطاع تحرير منطقة الحلابسة الواقعة جنوب غرب المدينة على الجسر الذي يرتبط بالمدينة القديمة.

### تحرير المدينة

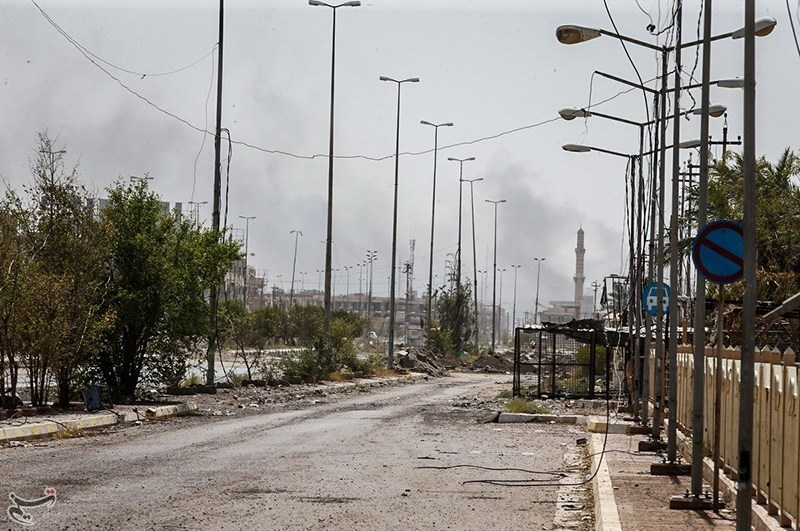
مدينة الفلوجة بعد تحريرها، 28 يونيو 2016

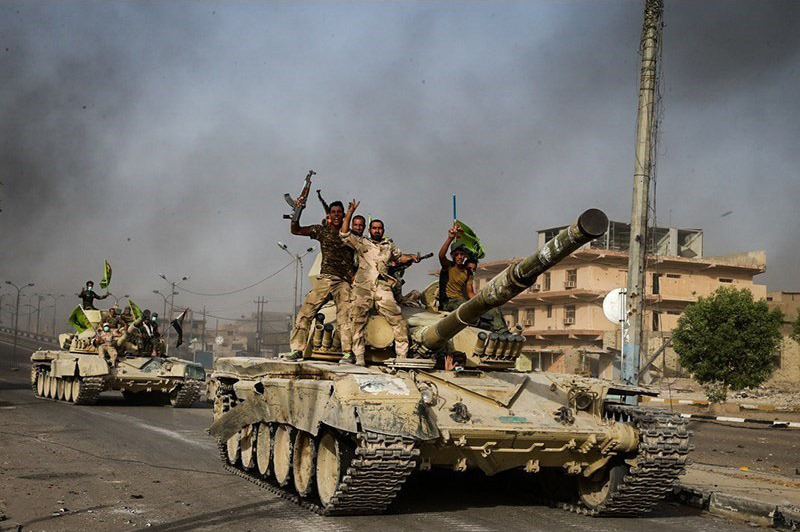
قوات من الحشد الشعبي في مدينة الفلوجة بعد تحريرها، 26 يونيو 2016

يوم 6 يونيو 2016 أعلن الحشد الشعبي أنطلاق المرحلة الثالثة والأخيرة من عمليات 15 شعبان، وأعلن التقدم بتجاه المدينة من ستة محاور وبمشاركة قوات الشرطة الاتحادية وبدعم من الحشد الشعبي، وفي 26 يونيو 2016م، إستعادت القوات العراقية السيطرة على الفلوجة بالكامل بعد معارك عنيفة مع التنظيم أستمرت لأيام.

## ردود الفعل
- وصفت هيئة علماء المسلمين في العراق في بيان لها هجوم القوات العراقية والمليشيات الموالية لها على الفلوجة بأنه «عدوان يعكس الروح الانتقامية لقوى الشر» واضاف البيان ان «الحملة المحمومة على الفلوجة وأهلها ترمي إلى صنع نصر وهمي ولو على حساب أرواح المدنيين بحجة محاربة الإرهاب» وحمل البيان حكومة حيدر العبادي ومليشياتها والولايات المتحدة والتحالف الدولي وإيران ومن تحالف معهم «المسؤولية الكاملة عما يقع من ظلم واعتداء وإزهاق للأرواح».[25]
- اصدر المجمع الفقهي لأهل السنة بالعراق بيان اعرب فيه عن رفضه استخدام «سياسة العقاب الجماعي» تجاه سكان الفلوجة وجاء في البيان «نرفض سياسة العقاب الجماعي كونها غير مقبولة من كل الشرائع السماوية والأرضية». وأضاف أنه لا يجوز ظلم الأبرياء العزل بجريرة انتهاكات تنظيم الدولة، داعيا الحكومة إلى توفير ممرات آمنة لإنقاذ أهالي الفلوجة.[26]
- قال مستشار سليماني الجنرال إيرج مسجدي في كلمة له بمدينة رودهن قال إن الفلوجة ستحرر من سيطرة من أسماها "تيارات الإرهاب والتكفير"، وإن ما يجري الآن هو تطهير المدينة من "إرهاب تنظيم الدولة"، حسب تعبيره. واضاف أن "تحرير الفلوجة من التكفيريين لن يبقي للإرهاب وجماعاته سوى مدينة الموصل، حيث يعمل تنظيم الدولة على التحضير للمعركة هناك عبر التغرير بشباب أهل السنة لجذبهم وإرسالهم إلى أرض المعركة". وان "التيارات التكفيرية تسعى لاحتلال العراق وسوريا من أجل الوصول إلى حدود إيران بوصفها مركز التشيع في العالم.
- قال المتحدث باسم الأمم المتحدة، ستيفان دوجاريك، إن المدنيين في مدينة الفلوجة في “خطر كبير”، داعياً إلى فتح ممرات آمنة للسماح لهم بالخروج. واضاف «يواجه المدنيون خطرا شديدا في محاولتهم الفرار»، لافتا إلى أن إحدى المشاكل الرئيسة التي تواجه المدنيين النازحين هي درجات الحرارة المرتفعة في العراق وخطر الإصابة بالجفاف.[27]
- طالب أئمة وخطباء مدينة الفلوجة في بيان لهم تلوه خلال مؤتمر صحفي عقدوه في مدينة أربيل، طالبو القادة العسكريين إلى تجنيب المدنيين "آلة القتل الطائفي الممنهج"، وطالبوا الجهات المسؤولة عن قيادة العمليات باستبعاد "مليشيات الحشد الطائفي" من دخول المدينة كونها لا تفرق بين بريء أعزل وإرهابي مجرم" على حد وصفهم وأشاروا إلى أن تلك "المليشيات الطائفية فضحتها أفعالها السابقة في محافظة صلاح الدين".[28]
- وجّه مركز جنيف الدولي للعدالة نداءً عاجلاً إلى الأمين العام للأمم المتحدّة، وإلى المفوض السامي لحقوق الإنسان، وإلى الدول الأعضاء في الأمم المتحدّة للقيام كلّ بمسؤولياته لإيقاف الحملة العسكرية التي تتم بغطاء أمريكي ودعم إيراني وبتنفيذ الميليشيات الطائفيّة التي تهيمن على وحدات الجيش العراقي. ان ما يجري في العراق الآن يرقى إلى عمليات ابادة جماعيّة تستهدف المدنيين العزّل، ضمن توجّه طائفي واضح ومعلن تؤكدّه تصريحات كثيرة من القادة العسكريين وقادة الميليشيات المنضوية تحت ما يسمّى (الحشد الشعبي)، فضلاً عن القادة الدينيين المرافين له. كما أنها خرقٌ سافر لقواعد القانون الدولي الإنساني وفي المقدّمه منه أتفاقيات جنيف وبخاصة الإتفاقية الرابعة المتعلّقة بحماية المدنيين وقت الحرب، وخرق لقواعد القانون الدولي لحقوق الإنسان.[29]
- أعربت منظمة التعاون الإسلامي على لسان أمينها العام إياد بن أمين مدني عن قلقها للأوضاع الجارية في العراق، وما يتعرض له المدنيون من قتل وتهجير في العملية العسكرية التي يشنها الجيش العراقي ومليشيا الحشد العشائري؛ لانتزاع مدينة الفلوجة من قبضة تنظيم الدولة. وأكدت المنظمة وقوفها إلى جانب الحكومة العراقية في حربها ضد تنظيم الدولة الإسلامية، لكنه نبه في الوقت نفسه إلى ما جاء في وثيقة مكة المكرمة في الشأن العراقي، والتي أكدت حرمة دماء المسلمين وأموالهم وأعراضهم، وشددت على أن الجرائم المرتكبة على الهوية المذهبية هي من الفساد في الأرض[30]
- قال الأمين العام للمنظمة العفو الدولية سليل شيتي ”إنه لا يمكن أن تتصرف الحكومة ومليشيات الحشد الشعبي مثل غيرهم في ما يتعلق بانتهاكات حقوق الإنسان“, وأضاف شيتي ”أنه لاحظ لدى وجوده في محيط منطقة العمليات العسكرية القريبة من الفلوجة وجود مركز احتجاز يضم سبعمئة معتقل من المواطنين النازحين من الفلوجة محتجزين في مكان ضيق جدا لا يتوفر فيه مكان للنوم ومعظم المحتجزين في المركز هم من الشباب والأطفال، مؤكدا ارتكاب القوات الحكومية وميليشيا الحشد جرائم وانتهاكات بحق أبناء الفلوجة المحاصرين داخلها والنازحين منها“[31]
- وفي 6 يونيو 2016 م، أكّد السفير الأمريكي بالعراق ستيوارت جونز أنه «لا يوجد أي شيء يمكن أن يؤكد وجود انتهاكات للقوات المسلحة بالفلوجة».[32][33]
- أكّد رئيس ديوان الوقف السنيّ العراقيّ الشيخ عبد اللطيف الهميم خلال زيارة مع وزير الخارجية العراقي للعاصمة الأردنية عمان بتاريخ 6 يونيو 2016 م أنّ «المناطق التي تشهد عمليّات عسكريّة لا تشهد عملاً مُمنهَجاً ضدَّ المدنيِّين، وإنما هي خروقات رُبَّما قد تحصل على يد بعض الأفراد، مُؤكـِّداً أنَّ بعض وسائل الإعلام تـُزيِّف الحقائق، وتـُروِّج للأكاذيب، وتحاول التغطية على الانتصارات التي يحققها أبناء العراق ضدَّ الإرهاب.».[34]
- قال مفوض الأمم المتحدة لحقوق الإنسان زيد بن رعد في بيان، إن شهوداً وصفوا كيف تعتقل الجماعات المسلحة التي تدعم قوات الأمن العراقية الذكور لإخضاعهم لفحص أمني الذي يتحول في بعض الحالات إلى انتهاكات جسدية وأشكال أخرى من الانتهاكات لانتزاع اعترافات قسراً على ما يبدو. وأضاف أن “لدى مفوضية الأمم المتحدة لحقوق الإنسان بعض المزاعم عن حالات إعدام”.[35]
- قالت قبيلة المحامدة إحدى القبائل السنية التي تسكن بمدينة الفلوجة في مؤتمر صحفي عقدته في مدينة أربيل ان «ميليشيات الحشد الشعبي اعتقلت وعذبت وقتلت العديد من أبناء الصقلاوية»، مطالبةً بسحب الحشد الشعبي من الناحية وان تمسك الأرض فيها الحشد العشائري والشرطة المحلية. وطالبت العشيرة رئيس مجلس الوزراء حيدر العبادي «بالاعتذار عن الانتهاكات وتعويض المتضررين منها في معركة الفلوجة»، محمّلة الحكومة والقوات الأمنية امن وسلامة أهالي الفلوجة من تكرار الانتهاكات التي قد تعرض لها أهالي الصقلاوية.[36]
- قال الأمين العام للرابطة العالم الإسلامي عبد الله التركي إن المدنيين في الفلوجة يتعرضون لإبادة وحرب طائفية تنفذها ميلشيات الحشد تُحرّمها المبادئ الأخلاقية والإنسانية ويُجرمها القانون الدولي الإنساني. واستنكر التركي تصريحات قادة المليشيات وتحريضها الطائفي على تدمير الفلوجة وقتل سكانها السنة فيها، فضلاً عن رفع الأعلام والشعارات الطائفية ووضع الصور على الآليات المتجهة للمدينة وتسمية الصواريخ التي تطلق بأسماء طائفية.[37]
- قال عبد المهدي الكربلائي ممثل المرجع السيستاني خلال خطبة الجمعة في كربلاء أنّه (يشارك في هذه الأيام الآلاف من اخواننا واحبتنا في القوات المسلحة ومن يساندهم من المتطوعين وأبناء العشائر في معارك ضارية لتخليص مناطق من محافظة الانبار من سطوة الإرهاب الداعشي). وقال في تذكيره بوصايا السيستاني للمقاتلين (الله الله في النفوس، فلا يُستحلّن التعرّض لها بغير ما أحلّه الله تعالى في حال من الاحوال، فما أعظم الخطيئة في قتل النفوس البريئة وما أعظم الحسنة بوقايتها وإحيائها كما ذكر الله سبحانه وتعالى في كتابه، وإنّ لقتل النفس البريئة آثاراً خطيرة في هذه الحياة وما بعدها، وقد جاء في سيرة أمير المؤمنين (عليه السلام) شدّة احتياطه في حروبه في هــذا الأمر، وقد قـال في عهـده لمالك الأشـتر ($1أيّاك والدماء وسفكها بغير حلّها فإنّه ليس شيء ادعى لنقمة واعظم لتبعة ولا أحرى بزوال نعمة وانقطاع مدّة من سفك الدماء بغير حقّها والله سبحانه مبتدأ بالحكم بين العباد فيما تسافكوا من الدماء يوم القيامة، فلا تقويّن سلطانك بسفك دم حرام، فإنّ ذلك مما يضعفه ويوهنه، بل يزيله وينقله..)).[38][39]
- قال إسترون إستيفنسون رئيس الجمعية الأوروبية لحرية العراق في بيان صحفي انه «يجب على المجتمع الدولي ايقاف هذه الجريمة الوحشية ضد المدنيين الأبرياء. فالميليشيات الشيعية تقودها وتمولها قوة القدس الارهابية الإيرانية المصنفة في قوائم المنظمات الارهابية في الاتحاد الأوروبي والولايات المتحدة، وإيران تستغل دورها في الإطاحة بداعش كوسيلة لتنفيذ سياسة التطهير العرقي للإبادة الجماعية لأهل السنة في محافظة الأنبار. وهم يزعمون بأنهم مضطرون لاحتجاز جميع الهاربين من المدينة لأنه قد يكون بعض منهم عناصر داعش. وهذه ذريعة لارتكاب الفظائع الوحشية ضد السنة الأبرياء» واضاف ان «هناك محاولة متعمدة من جانب القوات العراقية لتقديم رقم أقل لعدد المدنيين في الفلوجة، وذلك لإخفاء عدد القتلى جراء القصف الوحشي للمناطق السكنية وجراء مجازر المليشيات»[40]
- جاء على الصفحة الرسميّة لجامعة الدول العربية بأن نبيل العربيّ «...أشاد بالجهود الحثيثة التي تبذلها الحكومة العراقية والقوات العسكرية والأجهزة الأمنية في تحرير مدينة الفلوجة وتطهيرها من تنظيم داعش الإرهابي»، و«وأبدى الأمين العام تقديره لإعلان الحكومة العراقية اتخاذ كافة الإجراءات اللازمة لمحاسبة الجرائم التي يرتكبها تنظيم داعش الإرهابي، إلى جانب التجاوزات وانتهاكات حقوق الإنسان المنسوبة إلى أطراف أخرى تشارك في العمليات العسكرية الجارية لتحرير الفلوجة».[41]
- قال رئيس مجلس حكماء الأنبار، الشيخ رعد السليمان، إن «هناك تخوفاً كبيراً لدى أبناء الفلوجة من أن يتم تدمير ما تبقى من البنى التحتية في المدينة من قبل الحشد الشعبي والقوات الأمنية المقربة منه». مشيراً إلى أن «لديه معلومات حول قيام الحشد الشعبي والجيش العراقي بتدمير منازل المدنيين والمؤسسات الحكومية بحجة وجود مفخخات في المدينة».وطالب السليمان من «الدول العربية والأمم المتحدة بالتدخل بشكل عاجل إلى الأنبار لإنقاذ أهالي الفلوجة من قتل وتدمير، والحفاظ على أمن واستقرار مناطق السنة».[42]